# Лафар (Ардеш)
Лафа́р (фр. и окс. Lafarre) — коммуна во Франции, находится в регионе Рона — Альпы. Департамент коммуны — Ардеш. Входит в состав кантона Сен-Фелисьен. Округ коммуны — Турнон-сюр-Рон.
Код INSEE коммуны — 07124.

## Население
Население коммуны на 2008 год составляло 42 человека.
| 1962 | 1968 | 1975 | 1982 | 1990 | 1999 | 2008 |
| ---- | ---- | ---- | ---- | ---- | ---- | ---- |
| 184  | 111  | 74   | 70   | 60   | 57   | 42   |

## Экономика
В 2007 году среди 32 человек в трудоспособном возрасте (15—64 лет) 22 были экономически активными, 10 — неактивными (показатель активности — 68,8 %, в 1999 году было 82,4 %). Из 22 активных работали 21 человек (11 мужчин и 10 женщин), безработным был 1 мужчина. Среди 10 неактивных 4 человека были учениками или студентами, 5 — пенсионерами, 1 был неактивным по другой причине.

## Фотогалерея
- Церковь
- Главная улица
- Карта коммуны